# Pfahlbau

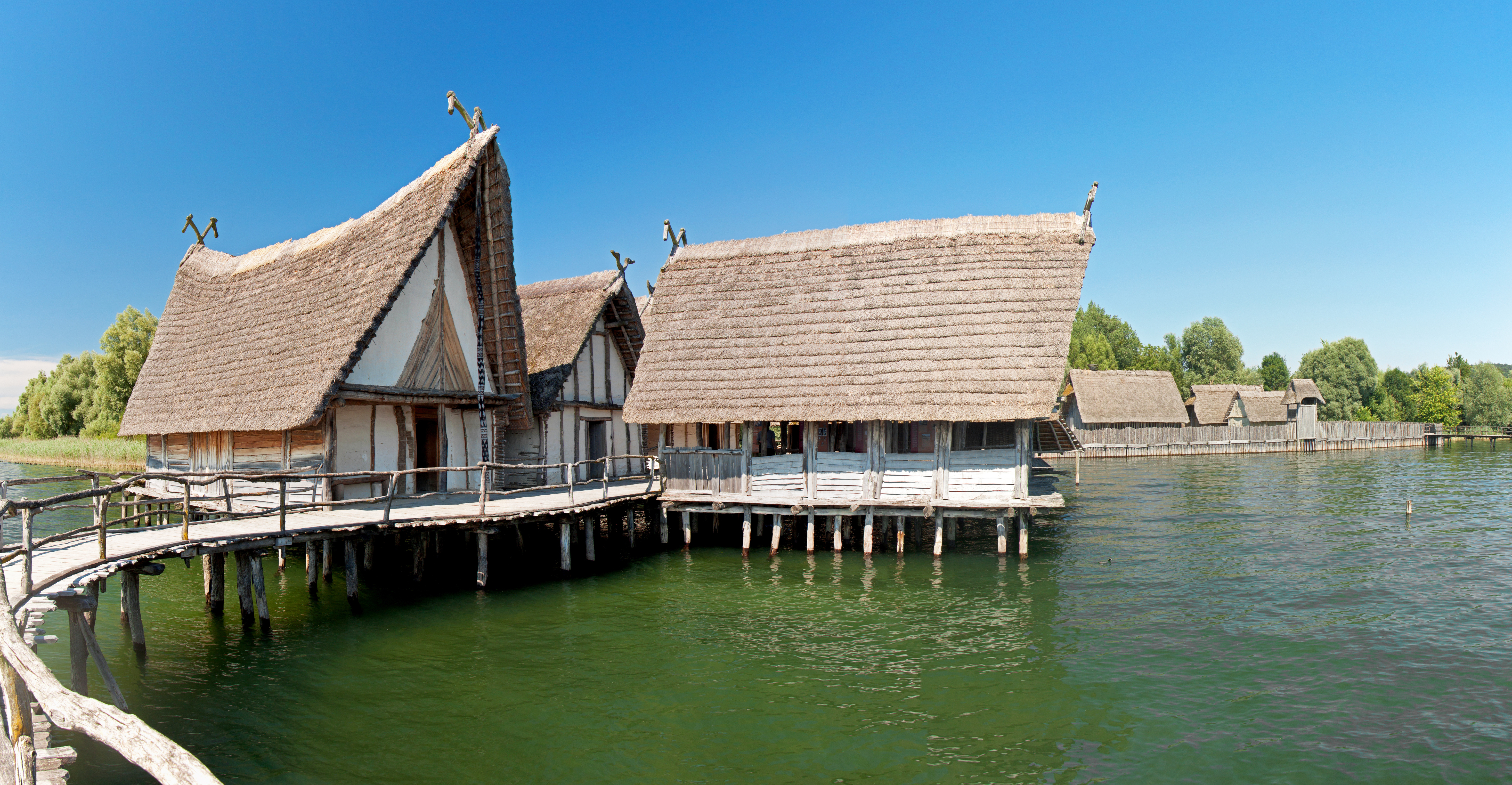
Rekonstruktion der Pfahlbauten im Pfahlbaumuseum Unteruhldingen am Bodensee

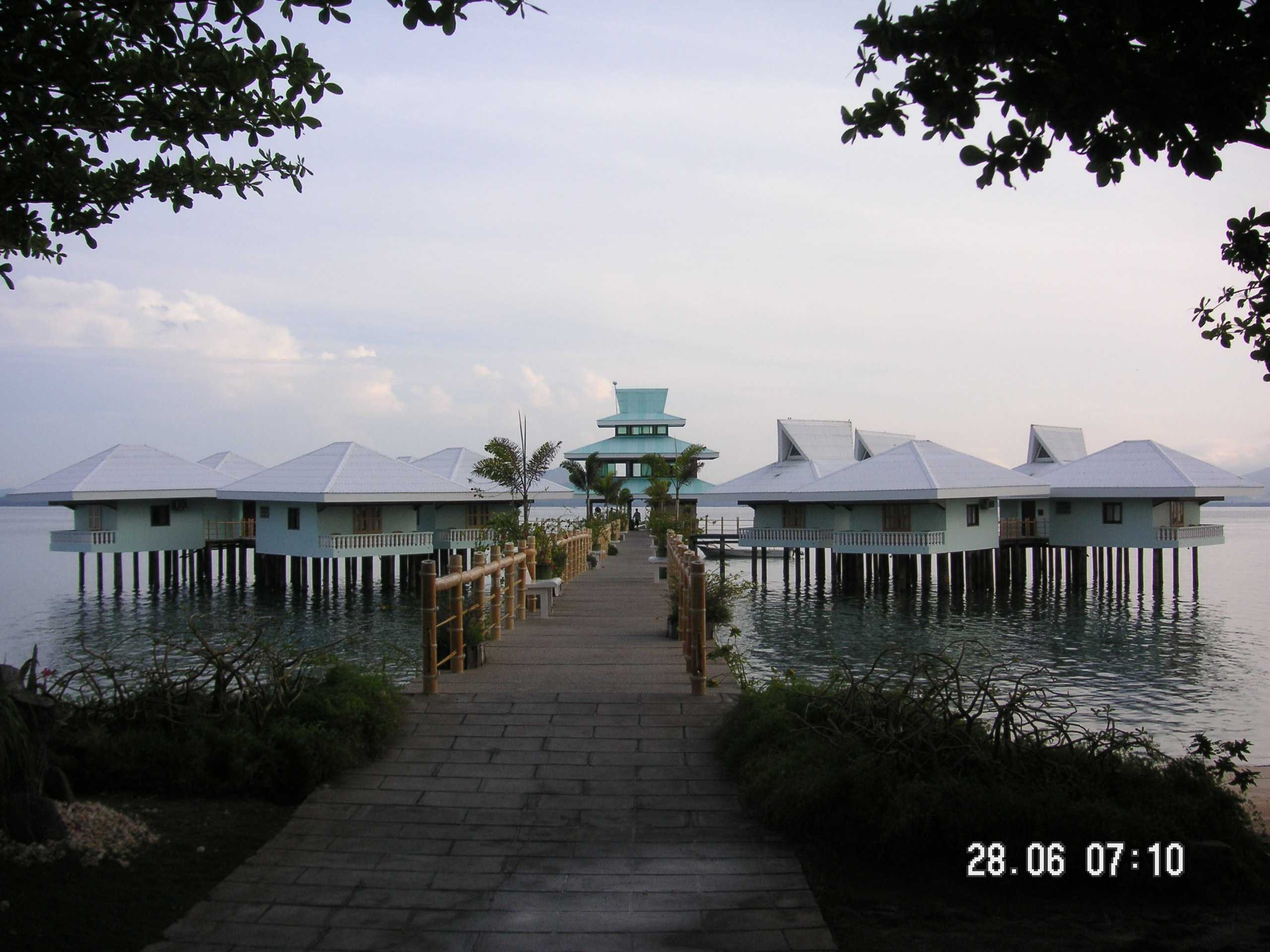
Hotel in Pfahlbauweise auf den Philippinen

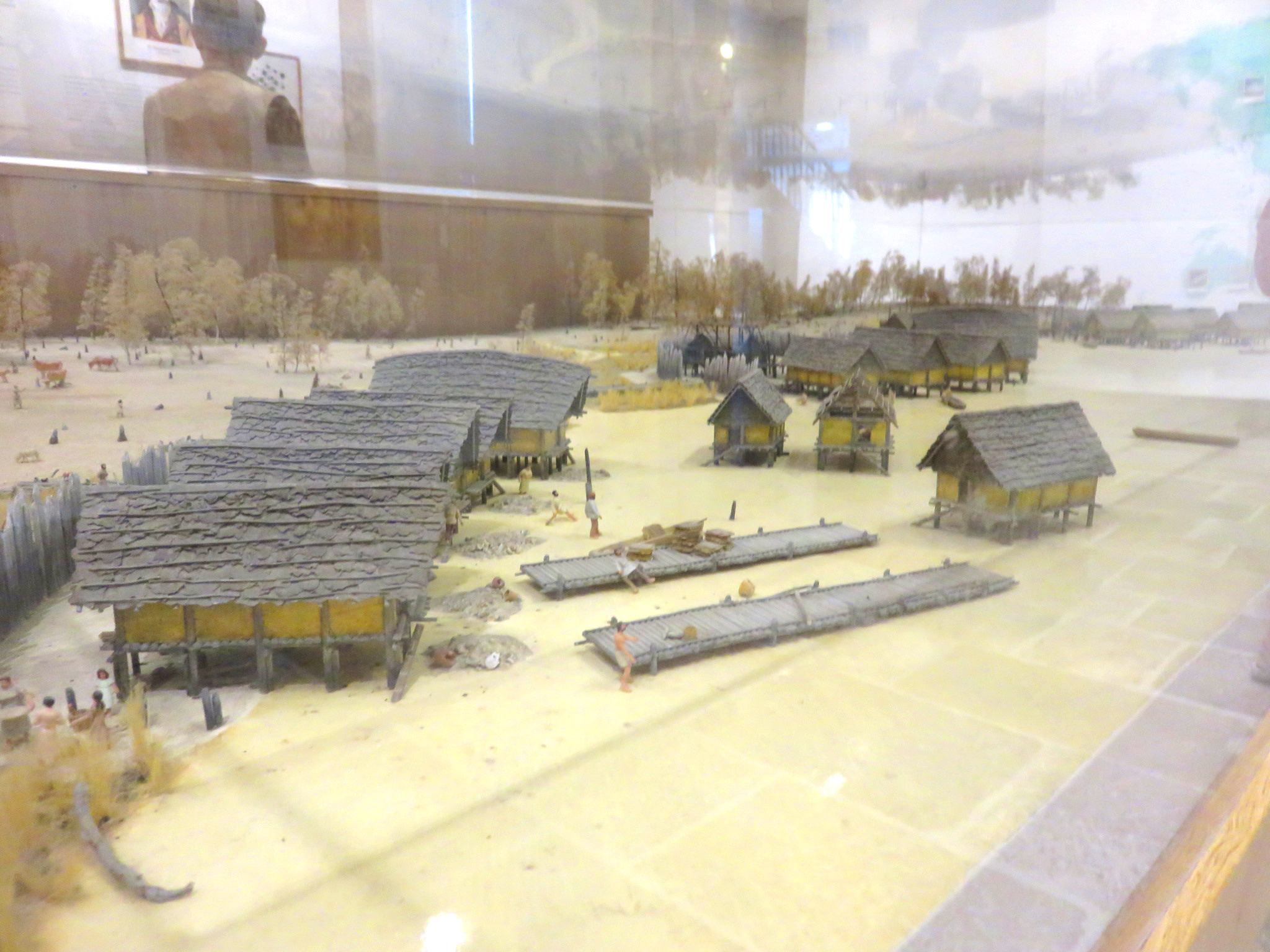
Rekonstruktion von Clairvaux-les-Lacs – Frankreich

Pfahlbauten, auch Stelzenbauten oder Seeufersiedlung (französisch Palafittes, englisch Stilt house) genannt, sind Holzbauten auf Pfählen an Flüssen, an oder in Seen, in Sümpfen oder am Meer.
Pfahlbauten sind aus vorgeschichtlicher Zeit vom 6. bis zum 1. Jahrtausend v. Chr. in Europa dokumentiert, insbesondere im alpinen Raum (siehe Prähistorische Pfahlbauten um die Alpen). Auch in Frankreich, Slowenien, Schottland, Litauen oder Lettland lassen sich inzwischen Pfahlbauten an den Rändern von Seen nachweisen. Historische Pfahlbauten in der Poebene in Italien heißen Terramaren. Heute sind Pfahlbauten an den Küsten in Südostasien verbreitet.
Die ältesten Pfahlbauten in Europa wurden 2023 auf albanischer Seite am Ohridsee gefunden, mit der Radiokarbonmethode wurde ihr Alter auf 7.800 bis 8.000 Jahre bestimmt.

## Prähistorische Pfahlbauten

### Abgrenzung zu Feuchtbodensiedlungen
Ein Teil der prähistorischen Pfahlbauten stand lediglich auf feuchtem Grund am Ufer von Seen und wird daher heute Feuchtbodensiedlung genannt. Sie waren nur durch einen späteren Seespiegelanstieg unter die Wasserlinie geraten und zunächst irrtümlich für echte Pfahlbauten (im Wasser stehend) gehalten worden. Mit fortschreitender Ausgrabungstätigkeit an den zirkumalpinen Seen wurden aber immer mehr echte Pfahlbauten, die nur saisonal bei Niederwasserständen trocken fielen, gefunden. Pfahlbausiedlungen und Pfahlbauten sind nach den neuesten Untersuchungen wieder als Begriffe akzeptiert. Damit ist der langandauernde „Pfahlbaustreit“ um die Lage dieser Siedlungen beendet.

### Gründe für die Pfahlbauweise
Pfahlbauten dienten unter anderem der Absicherung gegen Hochwasser, Raubtiere und feindliche Stämme (Nachbarn).

### Bauweise
An seichten Stellen rammte man Pfähle ein, die aus ganzen oder gespaltenen Stämmen bestanden und die typischerweise zwei zu zwei angeordnet waren. Die Pfähle waren meist nicht stärker als 15 Zentimeter, die Länge betrug je nach Höhe des Wasserstandes meist zwischen drei und fünf Meter. Oft wurden am Fuß der Pfähle schwere Steine versenkt, die für mehr Stabilität gegen Wellenschlag sorgen sollten. Die Häuser selbst waren ebenfalls aus Pfahlwerk geschaffen, von außen mit einer Lehmschicht verkleidet und mit Stroh, Rinden und Reisig bedeckt. Mit der Standortwahl am Seeufer haben sich die «Pfahlbauer» vor 6300 bis 2800 Jahren einen namhaften Platz in der Geschichte gesichert. Dank ausgezeichneten Erhaltungsbedingungen im feuchten Milieu der Moore und Seekreideschichten erlauben Dorfruinen und Siedlungsmaterial einzigartige Einblicke in den jungsteinzeitlichen und bronzezeitlichen Alltag früher Bauern und Handwerker und geben ihnen internationale Bedeutung. Unter Luftabschluss haben sich in feuchten Sedimenten auch organische Materialien wie Nahrungsmittel und Speisereste gut erhalten, ebenso textile Werkstoffe und Bauteile vom Ständer über Flechtwerk bis zur Dachbedeckung.
Dendrochronologische Analysen erlauben eine jahrgenaue Datierung der Bauhölzer und die Bau- und Erneuerungsphasen der Uferdörfer. Je länger, desto mehr setzt sich die Erkenntnis durch, dass die Bauweise immer mit, selten aber auf Pfählen beruhte und dass Pfahlbaudörfer von der romantischen Seeplattform zum ebenerdigen Uferdorf am Strand mutierten. Die neuere Forschung geht davon aus, dass derartige Bauten nicht nur im Uferbereich von Seen (also an offenen Gewässern) existierten, sondern auch in sumpfigem Gelände.

### Geschichte
Siedlungen in Pfahlbauweise lassen sich bis in die Jungsteinzeit zurückverfolgen. Meist fördern die Grabungsarbeiten zahlreiche Alltagsgegenstände der jeweiligen Kultur zutage. Pfahlbauten sind auch aus der Kupfer-, Bronze- und Eisenzeit bekannt, beispielsweise bei La Tène oder auf Gotland. Die Größe solcher Siedlungen variierte stark. Sie können bis 60.000 Quadratmeter bedecken.

### Erste archäologische Funde
Die ersten derartigen Bauten entdeckte man im Winter 1853/54 am Zürichsee, der seinerzeit einen ungewöhnlich niedrigen Wasserstand hatte. Deshalb wollte man dem Gewässer eine größere Landfläche abgewinnen und zog Mauern und Dämme. Als die Arbeiter den Seegrund zum Füllen der neu gewonnenen Flächen abtrugen, stießen sie auf eine dunkle Schicht mit regelmäßigen Pfahlreihen und Überresten einer menschlichen Kultur. Der Schweizer Altertumsforscher Ferdinand Keller interpretierte sie als Reste von Siedlungen und prägte den Begriff Pfahlbauten. Diese Entdeckungen lösten europaweit ein großes Interesse an den Pfahlbauten sowie ihren Bewohnern aus, die in der Folge romantisch verklärt Eingang in die Kunst und Populärwissenschaft fand und heute als Pfahlbauromantik bezeichnet wird.

### Konservierung von Pfahlbaufunden
Taucharchäologe Joachim Köninger, der die Auskartierung der Pfahlfelder in Vorbereitung des Unesco-Antrags leitete, stellte im März 2009 in Uhldingen neue Ergebnisse der Unterwasserarchäologie im Bereich der Konservierung der Eichenpfähle vor. Der größte Feind der Pfähle ist die Erosion, zwischen 1989 und 2004 hat sie bis zu 35 Zentimeter betragen. Derzeit testet man dort, ob man diese durch Kiesauflagen aufhalten kann. Wenn die starke Erosion nicht gestoppt wird, könnten nach Aussage von Schlichtherle in den nächsten zwei Jahrzehnten 80 der rund 100 Pfahlbausiedlungen am Bodensee verschwinden. Eine weitere Gefahr sind die Seeschwankungen. Die extreme Trockenperiode im Winter lege die Reste der Pfahlbauten in den Flachwasserzonen trocken. Solche außergewöhnlichen Wetterlagen und Klimasituationen wird es künftig öfter geben, sind sich Wissenschaftler einig.

### UNESCO-Weltkulturerbe
Am 27. Juni 2011 wurden 111 prähistorische Pfahlbausiedlungen in der Schweiz, in Deutschland, Österreich, Frankreich, Italien und Slowenien unter der Bezeichnung Prähistorische Pfahlbauten um die Alpen in die Liste des UNESCO-Welterbes aufgenommen. Die meisten der in das Weltkulturerbe aufgenommenen Fundplätze (56) liegen in der Schweiz. Aus Baden-Württemberg wurden 15 Pfahlbausiedlungen eingetragen und aus Bayern erhielten drei Fundplätze den Welterbe-Status.

## Pfahlbaumuseen

### Deutschland
- Das Pfahlbaumuseum Unteruhldingen ist das älteste europäische Pfahlbaumuseum. Am und auf dem Wasser des Bodensees wurden Ufersiedlungen aus verschiedenen Epochen rekonstruiert. Die ersten beiden Häuser des Freilichtmuseums wurden 1922 erbaut. In der Zwischenzeit entstanden 21 weitere Rekonstruktionen. 2007 entstanden drei weitere Steinzeithäuser am Ufer, die originalgetreu für die Fernsehdokumentation Steinzeit – Das Experiment. Leben wie vor 5000 Jahren der ARD/SWR nachgebaut wurden. Dem Museum ist ein Museum mit Originalfunden und ein Forschungsinstitut angegliedert.
- In Bad Buchau (Baden-Württemberg) gibt es das Federseemuseum und den ArchäoPark Federsee.

### Österreich
- Am Traunsee in Traunkirchen suchen Wissenschaftler der Universität Innsbruck nach Überresten prähistorischer Siedlungen.Eisenzeitliche Seeufersiedlung in Traunkirchen am Traunsee Filmbeitrag der Uni Innsbruck
- In der 9 km vom Attersee entfernt gelegenen Stadt Vöcklabruck befindet sich im Heimathaus Vöcklabruck die größte Pfahlbausammlung Österreichs.
- In Mondsee befindet sich das österreichische Pfahlbaumuseum.
- In der Nähe des Ortsteils Kammer von Attersee am Attersee, Oberösterreich, wurde 1910 ein Pfahlbaudorf errichtet. Es war eines der ersten Freilichtmuseen in Europa. 1922 wurde es für den Film Sterbende Völker als Filmkulisse abgebrannt.
- Am Attersee werden vom Verein Pfahlbau am Attersee jährlich mehr als 50 „Zeitreisen zu den Pfahlbauern“ angeboten.

### Schweiz
- In Gletterens im Kanton Freiburg gibt es seit 1996 die rekonstruierte Pfahlbausiedlung Pré de Riva, der jungsteinzeitlichen Horgener Kultur.
- Im Pfahlbaumuseum Lüscherz im Kanton Bern informiert ein Museum über die Jura-Gewässerabsenkung und die Seeufersiedlungen.
- In Schönenwerd im Kanton Solothurn gibt es seit 100 Jahren den Bally-Park.
- Die Pfahlbausiedlung Wauwil im Kanton Luzern wurde 2009 erstellt. Sie umfasst ein kleines Freilichtmuseum mit archäologischem Lehrpfad.[11]
- Die Pfahlbausiedlung Immensee ist ein prähistorischer Siedlungsplatz im Dorf Immensee am Westufer des Zugersees auf dem Gebiet der Gemeinde Küssnacht.

### Italien
- In Fiavé im Trentino wurde 2012 das Pfahlbaumuseum Fiavé eröffnet.[12]
- In Molina di Ledro in Oberitalien gibt es ein Pfahlbaumuseum zu den Pfahlbauten am Ledrosee.

## Pfahlbauten in heutiger Zeit

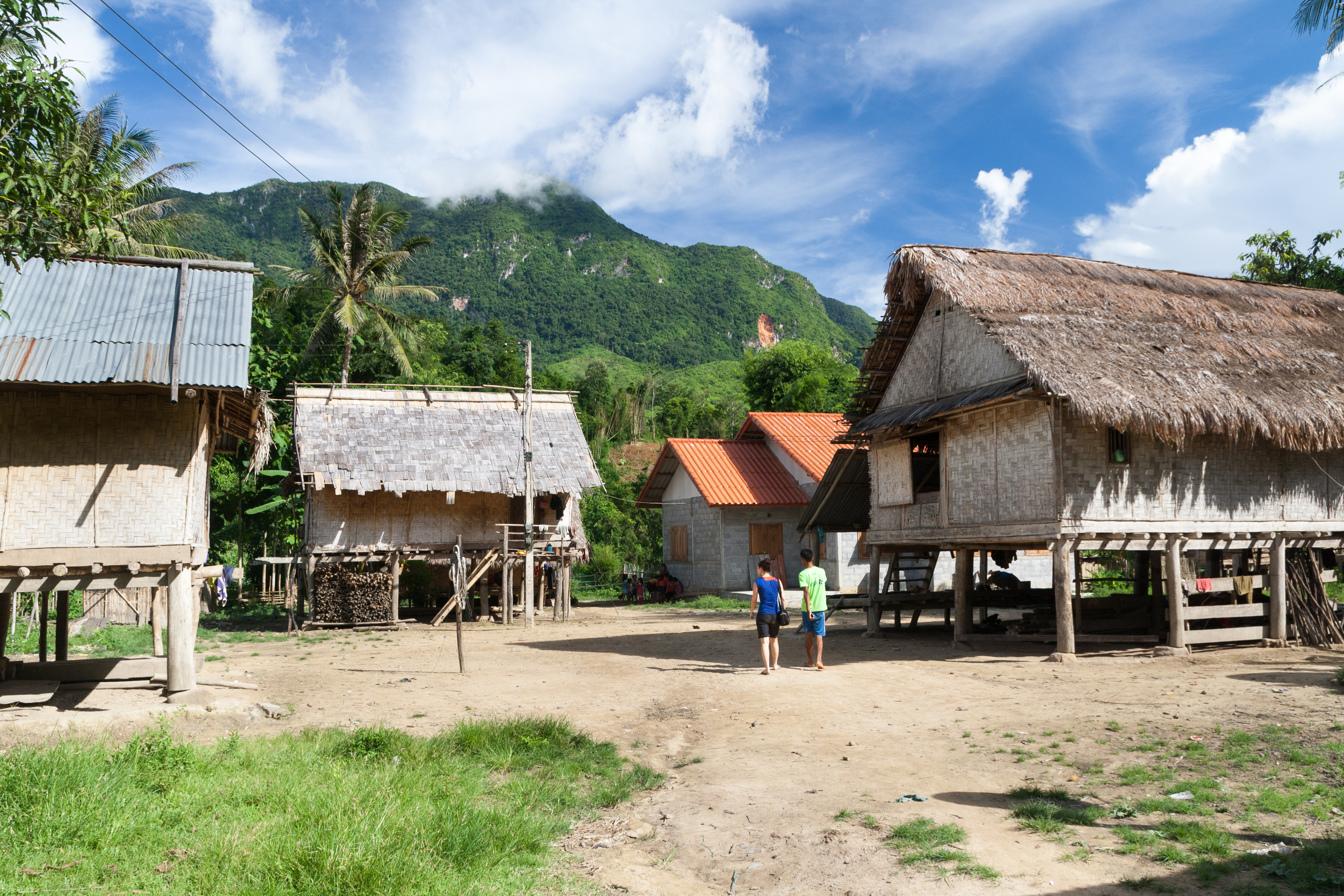
Wohnhäuser im ländlichen Laos in Pfahlbauweise – der Bereich unter der Wohnfläche wird als trockene Lager- oder Stallfläche genutzt

Auch heute noch werden Pfahlbauten verwendet, insbesondere in Südostasien, auf den Nikobaren, in Westafrika, auf der chilenischen Insel Chiloé und in Neuguinea. In Südamerika werden im Wasser stehende Pfahlbauten allgemein als Palafitos bezeichnet, bei den Seminolen Nordamerikas als Chickee.
Im Nordseebad Sankt Peter-Ording beherbergen im Gezeitenbereich erbaute Pfahlbauten Restaurants und andere Freizeiteinrichtungen; sie sind mit den andernorts (wie zum Beispiel an der Ostsee) zu findenden Seebrücken verwandt.
Die vorwiegend für einfache landwirtschaftliche Gebäude verwendete Holzmastenbauart verwendet ebenfalls eingespannte Pfosten als tragende und zugleich aussteifende Grundelemente.

### „Moderne Pfahlbauten“
Die Sendegebäude der Fernsehsender KCRA, KXTV und KOVR im kalifornischen Walnut Groove sind wegen der Lage im Überschwemmungsgebiet moderne Pfahlbauten – aber nicht aus Holz.

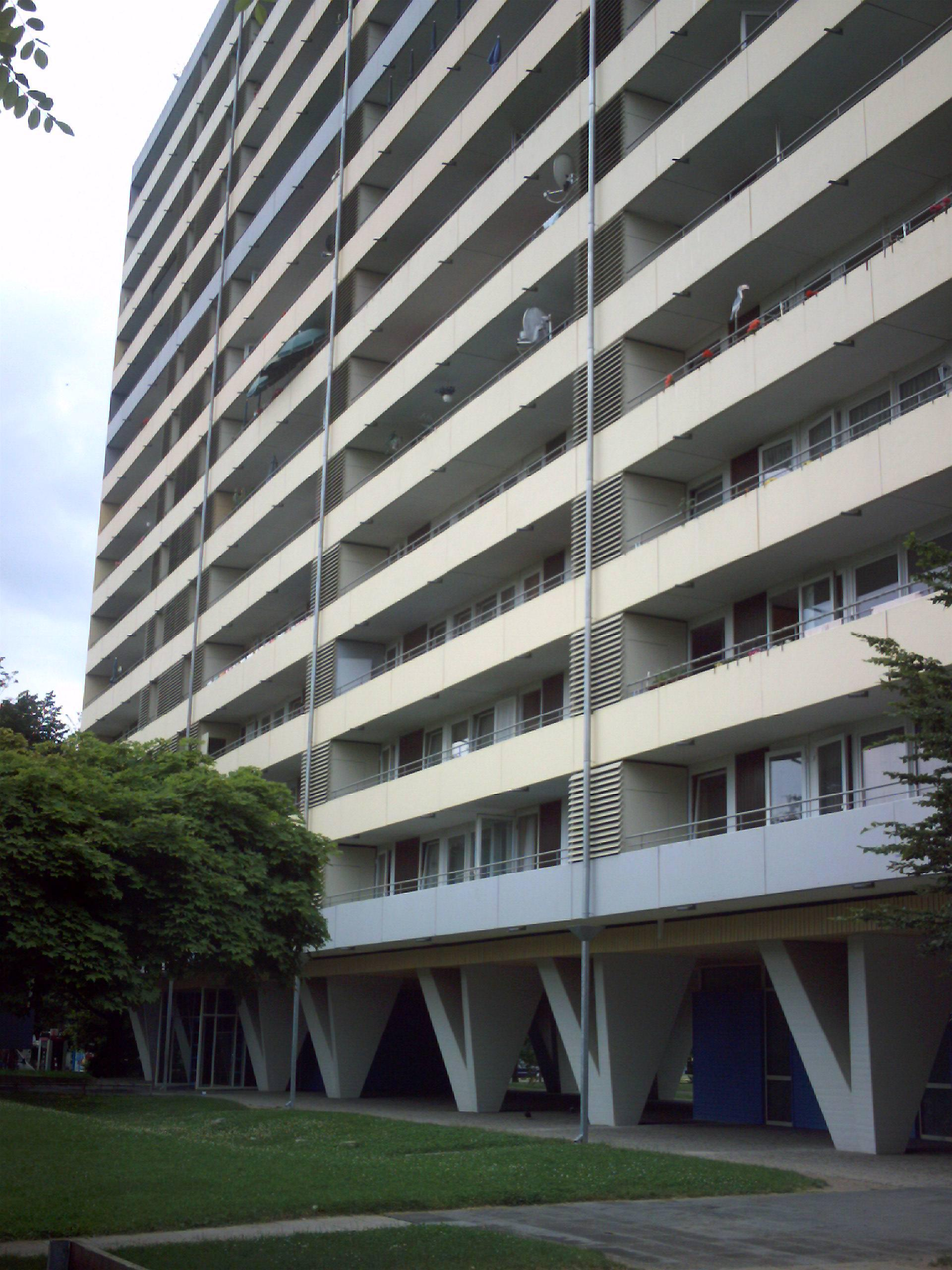
Unterteil des Sindelfinger Stelzenhochhauses

Das Erscheinungsbild von offenen Pfahlbaukonstruktionen wird bei manchen modernen Gebäuden aus architektonischen Gründen zitiert, wie etwa beim Stelzenhochhaus in Sindelfingen.

### Pfahlbauten als Antwort auf den Klimawandel
Aus der Herausforderung, dass zum einen der Wasserstand seit den 1970er Jahren und damit auch die Wahrscheinlichkeit höherer Sturmfluten deutlich gestiegen ist und es zum anderen deswegen strengere Vorgaben für Baugenehmigung die Deichsicherheit gibt, entwarf der Architekt Eilert Wilcks ein Stelzenhaus im Rechtenflether Deichvorland. Auf einer Stahlkonstruktion steht das in Holz-Tafelbauweise errichtete Haus, das erst in einer Höhe von 5,20 Meter beginnt und auf zwei Stockwerken 57 m² Raumfläche bietet. Die Böll-Stiftung wertet das Konzept von Wilcks als Klimaanpassung, „die nicht nur schützt, sondern auch Orte schafft, an denen wir aufatmen und verweilen können“.

## Sonstiges
Eine Theorie für den Namen Venezuela ist, dass als Amerigo Vespucci die Bucht von Maracaibo erforschte, ihn die im Wasser stehenden Pfahlbauten der Einheimischen an Venedig erinnerten und die Region dann als „Klein-Venedig“ (Venezuela) bezeichnet wurde.
Der beschreibende Begriff „Pfahlbauten“ ist seit dem 4. Juni 2004 eine eingetragene Marke beim Deutschen Patent- und Markenamt. Inhaber der Wortmarke „Pfahlbauten“ mit der Registernummer 30355957 ist der Verein für Pfahlbau- und Heimatkunde e. V.

## Film
- Unter dem Boden, Film von Erich Langjahr